# Painted Bluffs Park
Painted Bluffs Park är en park i Kanada.   Den ligger i provinsen British Columbia, i den södra delen av landet, 3 300 km väster om huvudstaden Ottawa. Painted Bluffs Park ligger 465 meter över havet.
Terrängen runt Painted Bluffs Park är varierad. Painted Bluffs Park ligger nere i en dal. Trakten runt Painted Bluffs Park är nära nog obefolkad, med mindre än två invånare per kvadratkilometer.. Närmaste större samhälle är Savona, 7,7 km sydväst om Painted Bluffs Park. 